# Caso Luminarias
El Caso luminarias, también conocido como Caso Luces LED, es un proceso de investigación llevado a cabo por la Fiscalía en varias regiones de Chile por contratos irregulares realizados por la compañía ITELECOM para obtener la concesión de la instalación del alumbrado público.

## Descripción
Los primeros imputados han sido acusados de violación de secreto, soborno, cohecho y lavado de activos.
Han estado revisándose los contratos hechos por un total de 44 mil millones de pesos en veintidós municipalidades del país en que la empresa obtuvo la concesión, así como en la subsecretaría de Energía y en el Gobierno Regional de Aysén.

## Principales sucesos

### Prisión preventiva de dueño de ITELECOM
El 31 de mayo de 2021 la Corte de Apelaciones de Chillán confirmó la prisión preventiva en el Anexo Penitenciario Capitán Yáber del empresario y dueño de ITELECOM, Luis Marcelo Lefort Hernández imputado por el Ministerio Público por el delito de soborno. Ilícito que habría cometido en el proceso de licitación de recambio de luminarias led del alumbrado público en la comuna de Recoleta.

### Arresto domiciliario de Marcelo Campos Henríquez
La Corte de Apelaciones de Chillán revocó el miércoles 26 de mayo la resolución impugnada y ordenó arresto domiciliario total de Marcelo Campos Henríquez, imputado por el Ministerio Público como autor de los delitos de cohecho y violación de secreto. Ilícitos que habría cometido en el proceso de licitación de recambio de luminarias led del alumbrado público en la comuna de Recoleta.

### Arresto domiciliario para exfuncionario de Ministerio de Energía
Paulo Soto Quintay, funcionario del Ministerio de Energía, fue condenado por múltiples delitos relacionados con corrupción. Recibió las siguientes penas:
Cohecho reiterado: 541 días de reclusión y una multa de 55 millones de pesos.
Lavado de activos: 541 días de presidio y una multa equivalente a 100 UTM.
Facilitación maliciosa de facturas falsas para cometer delitos tributarios reiterados: 541 días de presidio y una multa de 20 UTA.
Violación de secretos: Multa de 10 UTM.
Además, se ordenó el comiso de bienes, incluyendo una casa, vehículos, derechos societarios, y depósitos en instituciones financieras.
Cabe señalar que su pareja Javiera Correa Neira fue cómplice de estos delitos, ya que trabajaban en el mismo ministerio.

### Juzgado de Garantía de Coyhaique decreta el arraigo comunal de exalcalde imputado por cohecho
El Juzgado de Garantía de Coyhaique dejó el jueves 3 de febrero de 2022 sujetos a la medida cautelar de arraigo comunal a Rigoberto Alejandro Huala Canumán, exalcalde de la comuna, y a Julio Alejandro Villarroel Rojas, exfuncionario municipal, imputados por el Ministerio Público como autores del delito consumado de cohecho. Ilícito que habrían perpetrado entre 2016 y 2017, periodo en que ejercían dichos cargos públicos.

## Municipalidad de Recoleta
En una fiscalización realizada por Contraloría se evidenció que la Corporación Cultural de Recoleta recibió 50 millones de pesos por parte de la firma con la que el municipio de Recoleta había sellado una millonaria licitación por más de 10 mil millones por el cambio y mantención de luminarias led en la comuna. El pago, según Contraloría, fue a parar a la productora Artemedios Group SpA a WOMAD y se emitió una factura por igual monto. Lo que no se sabía hasta el último informe de auditoría de Contraloría, emitido en 14 de octubre de 2021, es que dicho monto luego fue reembolsado por la administración de Jadue a la propia firma. Al respecto, y considerando que la corporación no acreditó el origen de los recursos que habría restituido a la sociedad donante con cargo a su presupuesto, cuya donación ya había utilizado para el pago a Artemedios Group SpA, ello ocasiona un desembolso injustificado y un detrimento al patrimonio de esa corporación cultural. A lo anterior, cabe agregar que, de los antecedentes tenidos a la vista, se constató que 30 millones de pesos fueron devueltos a la citada empresa y respecto de los restantes 20 millones de pesos, no se visualiza en las cartolas bancarias de la corporación cultural ni en sus registros contables que el destinatario de tales montos corresponda a ese holding.

## Conclusiones de la auditoría efectuada por la Contraloría General de la República a la Municipalidad de Recoleta
- Se comprobó la falta de rendición de cuentas de los fondos transferidos por la Municipalidad de Recoleta a la Corporación Cultural de esa comuna, por un total de dos cientos millones de pesos.[7]